# (1972) Yi Xing
(1972) Yi Xing ist ein Asteroid des Hauptgürtels, der am 9. November 1964 am Purple-Mountain-Observatorium in Nanjing entdeckt wurde.
Der Asteroid trägt den Namen des chinesischen Astronomen Yi Xing.